# Фрейсине, Эжен
Эже́н Фрейсине́ (фр. Eugène Freyssinet) (13 июля 1879 — 8 июня 1962) — французский гражданский инженер, мостостроитель, один из изобретателей преднапряжённого железобетона.

## Биография
Фрейсине родился в коммуне Обжа, департамента Коррез. До Первой мировой войны работал в Национальной школе мостов и дорог в Париже, где спроектировал несколько мостов. Служил во французской армии с 1904 по 1907 годы, затем с 1914 по 1918 годы в качестве дорожного инженера. С 1905 года он занимал должность директора общественных работ в Мулене. С 1907 по 1914 год он также работал дорожным инженером в центральной Франции.
Его самым значительным ранним проектом был трёхпролётный мост Pont le Veurdre недалеко от города Виши, построенный в 1911 году. Мост состоял из трёх пролётов железобетонных ферм и был значительно дешевле, чем стандартная конструкция каменной арки. В конструкции использовались домкраты для поднятия и соединения арок, что эффективно создавало элемент предварительного напряжения. Мост также позволил Фрейсине обнаружить явление ползучести бетона, при котором материал со временем деформируется под воздействием напряжения. По поводу этого моста Фрейсине писал: «Я всегда любил его больше, чем любой другой из моих мостов, и из всего, что уничтожила война, он единственный, разрушение которого причинило мне настоящее горе».
Эжен добился значительного прорыва в тонкостенных конструкциях, спроектировав в 1923 году два больших и знаменитых ангара для дирижаблей в Париж-Орли, где был реализован принцип гофрированной формы бетонной оболочки для получения необходимой жёсткости для пролёта длиной 70 метров. В 1924 году он применил тот же принцип кровли из гофрированного каркаса для двух ангаров для самолётов длиной 55 м в Vélizy-Villacoublay.
Работая на Клода Лимузена до 1929 года, он спроектировал ряд сооружений, в том числе арочный мост длиной 96,2 м в Вильнёв-сюр-Ло и несколько больших тонкостенных бетонных крыш, включая ангары для самолётов в Истре, Буш-дю-Рон в 1917 году, и двойные навесы для дирижаблей шириной 300 футов и высотой 200 футов в Орли с 1916 по 1923 годы. Основным вкладом Фрейсине в науку о бетонном строительстве было использование принудительного пара вокруг бетонных форм, что значительно сократило время затвердевания бетона.
В 1919 году был завершён мост Освобождения в Вильнёв-сюр-Ло, который был самым большим однопролётным мостом в мире — 96,25 метра.
Самой крупной конструкцией Фрейсине был мост Plougastel Bridge с тремя одинаковыми пролётами по 180 м каждый, построенный в 1930 году. В этом проекте Эжен более подробно изучил ползучесть и развил свои идеи предварительного напряжения, получив патент в 1928 году.
Хотя Фрейсине многое сделал для разработки предварительно напряжённого бетона, он не был его изобретателем. Были инженеры, которые запатентовали методы предварительного напряжения еще в 1888 году, а наставник Эжена — Рабут, строил кронштейны из предварительно напряжённого бетона. Главным вкладом Фрейсине было открытие того, что только высокопрочная проволока для предварительного напряжения может противодействовать эффектам ползучести и релаксации; а также разработка креплений и других технологий, которые сделали систему достаточно гибкой, чтобы её можно было применять ко многим различным типам конструкций.
Покинув Лимузен, он основал собственную фирму по строительству опор электропередачи из предварительно напряжённого бетона, но бизнес провалился. В 1935 году Фрейссине использовал предварительное напряжение, чтобы укрепить морской вокзал в Гавре. Он установил балки из предварительно напряжённого бетона и поднял здания верфи. После этого успеха он присоединился к фирме Кампенон-Бернар и спроектировал несколько предварительно напряжённых мостов.
Многие из проектов Фрейсине были сложными для его времени — например, Phare du Monde, смотровая башня высотой 2300 футов, спроектированная для Всемирной выставки 1937 года в Париже, которая так и не была построена.